# محمد المنصوري
محمد جمعة المنصوري مواليد 30 مايو 2006، لاعب كرة قدم إماراتي يجيد اللعب في مهاجم مع نادي شباب الأهلي الإماراتي ومنتخب الإمارات.